# Youngblood (álbum de 5 Seconds of Summer)
Youngblood es el tercer álbum de estudio de la banda australiana 5 Seconds of Summer. El álbum iba a ser inicialmente lanzado el 22 de junio de 2018, pero la fecha fue luego adelantada al 15 de junio. Junto con el álbum, la banda hizo el Meet You There Tour.
La versión de Target en los Estados Unidos incluía dos canciones adicionales (When You Walk Away Y Best Friend), más un extra lanzado en Japón (Midnight), cada portada incluía a un miembro distinto.
Cuatro canciones fueron lanzadas como sencillo en apoyo al álbum: "Want You Back", "Youngblood", "Valentine" y una versión nueva de "Lie To Me" con la colaboración de Julia Michaels. El álbum tuvo una respuesta muy positiva, haciendo hincapié en la maduración que hubo en cuanto a las letras de las canciones y sus ritmos

## Promoción y Publicidad del álbum

### Gira, presentaciones en vivo y apariciones en televisión
Antes del lanzamiento del álbum, la banda se embarcó en la promoción mundial 5SOS III Tour, que tuvo lugar en 26 lugares privados. La gira comenzó el 20 de marzo de 2018 y terminó el 6 de junio.
Tocaron su primer sencillo del álbum, Want You Back en el Tonight Show Starring Jimmy Fallon el 11 de abril. Posteriormente, tocaron el sencillo de nuevo el 8 de mayo en The Voice (Estados Unidos)
El 25 de mayo, la banda se presentó ante ciertos fanes seleccionados para tocar en el primer evento de Spotify Fans en Sídney, Australia. Spotify invitó a los más grandes fanes de la banda a ver la sesión acústica.
La banda lanzó su segundo sencillo "Youngblood" en The Voice Australia. También lo tocaron en el Live Lounge de BBC Radio 1 el 12 de junio, junto con una versión de "No Roots" de Alice Merton.
El 22 de junio, la banda se presentó en The Today Show’s Summer Concert Series. Luego colaboraron con Tumblr y organizaron un evento íntimo de Tumblr IRL para sus fanáticos el 25 de junio en Brooklyn, Nueva York.
El 1 de agosto, la banda lanzó la grabación exclusiva de Spotify de su canción "Lie to Me", una versión stripped que estaba disponible para reproducir, junto con una versión de "Stay" de Post Malone.

### Documentales y video series
Apple Music lanzó el documental "On the Record: 5 Seconds of Summer - Youngblood", con entrevistas sobre la creación del álbum. Apple Music también organizó un espectáculo de una noche en Nueva York en la fecha de lanzamiento del álbum para mostrar el cortometraje. La banda también actuó para sus fanes. Una grabación de la actuación completa fue lanzada en Apple Music.
La banda también lanzó una serie de videos cortos en YouTube, titulados 5SOS Cocktail Chats, donde discutieron los detalles de cómo escribir cada canción. Hubo siete episodios que se lanzaron semanalmente, usualmente cada lunes de la semana.
- Episodio 1[13]  – "Youngblood" y "Want You Back"
- Episodio 2[14]  – "Lie to Me" y "Valentine"
- Episodio 3[15]  – "Moving Along" y "Talk Fast"
- Episodio 4[16]  – "If Walls Could Talk" y "Better Man"
- Episodio 5[17]  – "More" y "Why Won't You Love Me"
- Episodio 6[18]  – "Empty Wallets"
- Episodio 7[19]   – "Woke Up in Japan" y "Ghost of You"

## Tour
El Meet You There Tour incluía visitar Japón, Nueva Zelanda, Australia, Canadá, Estados Unidos, México y Europa. La gira comenzó el 2 de agosto de 2018 y concluyó el 19 de noviembre de 2018.

## Recepción Crítica
Matt Collar de AllMusic escribió que el grupo adoptó un "sonido dance-pop sofisticado" en su álbum y que "la transición a un sonido aerodinámico, con sabor post-EDM no es realmente un shock, incluso si es un cambio notable", concluyendo que es "un sonido útil para 5SOS, y les ayuda a posicionarse como una versión más ligera de The 1975 o Imagine Dragons.".
Brittany Spanos de Rolling Stone también comentó sobre la transición y escribió que, "pop-punk no es un género destinado a llevar a una banda a través de una carrera completa. Así que no es sorprendente que en su tercer álbum, [el grupo] ya haya envejecido fuera del sonido que construyó su éxito. En su lugar, Youngblood se vuelca de lleno en el pop, inclinándose por algunas inflexiones ochenteras y renunciando al ethos malcriado y DGAF de sus primeros trabajos". Sin embargo, también opina que "[una] desventaja del nuevo sonido es que los chicos pierden un poco de las agallas que les hicieron grandes en un principio. La mocosidad del pop-punk resaltaba su humor natural, y aunque ciertamente han crecido como músicos, cantantes y escritores, se echa en falta un poco de ese encanto bobalicón". Nick Hasted e Ilana Kaplan de The Independent opinaron que "definitivamente se echa de menos la garra que la banda tenía en sus dos primeros discos" pero que "los fans probablemente seguirán disfrutando de los sonidos de 5SOS". Atlas Artist Group alabó el álbum, refiriéndose a él como un "sorprendente y bienvenido alejamiento del sonido que les hizo famosos" y que el disco "presume de temas sólidos y sin apenas relleno." El artículo continuaba diciendo que estaba "claro que [5 Seconds of Summer] han pasado su tiempo perfeccionando un arte que ha sido pasado por alto por los detractores de los estereotipos" y afirmaba que el disco les convertía en "una banda que simplemente no puede ser ignorada. " Ryan Ward de The Irish News calificó el disco como un "álbum inconfundiblemente pop [que] es adecuadamente vanguardista y reflexivo en algunas partes" al tiempo que escribió que "reforzaron su posición como la banda de pop-rock definitiva de los últimos años" con Youngblood.
Chris DeVille de Stereogum escribió una crítica menos positiva, diciendo que el álbum "se desliza todo el camino en esa sopa tibia" y que "cuanto más Youngblood se prolonga, menos se mantiene unido", mientras que siente que "5SOS realmente no necesitaba ir por este camino", aunque elogió "Moving Along" y "Monster Among Men" como los aspectos más destacados del álbum.

### Reconocimientos
Alternative Press incluyó el álbum en su lista de mejores álbumes de 2018. En los 2018 ARIA Music Awards, el álbum ganó el ARIA Award for Best Group anual.

## Recepción Comercial
Youngblood fue un éxito comercial y debutó en el número uno en Australia, convirtiéndose en el tercer álbum número uno de 5 Seconds of Summer en su país de origen. Debutó en lo más alto de la lista de álbumes en la misma semana en la que la canción que le daba título fue número uno por quinta semana en la lista de sencillos. Youngblood fue el álbum australiano más reproducido en streaming de 2018.
En Estados Unidos, se convirtió en su tercer álbum número uno en la lista Billboard 200, debutando con 142,000 unidades equivalentes a álbumes, incluyendo 117,000 en ventas puras de álbumes. El álbum debutó por delante del de los Carter (Beyoncé y Jay-Z) Everything Is Love', y los analistas de la industria no estaban seguros en un principio de qué álbum se haría con el primer puesto. Esto les convirtió en el primer acto australiano con tres álbumes número uno en Estados Unidos. También llevó a 5 Seconds of Summer a ser la primera banda (no grupo vocal) en conseguir que sus tres primeros álbumes de estudio de larga duración debutaran en lo más alto del Billboard 200. El álbum permaneció consecutivamente en la lista Billboard 200 durante un total de 63 semanas (aproximadamente un año y cuatro meses).
El sencillo que da título al álbum, "Youngblood", alcanzó el éxito mundial y, con su tercer álbum número uno consecutivo en Estados Unidos, 5 Seconds of Summer se convirtió en la única banda (no grupo vocal) en la historia de las listas que ha visto sus tres primeros álbumes de estudio entrar en el número 1 en la lista Billboard 200. 5 Seconds of Summer también se convirtieron en el primer y único acto australiano de la historia en conseguir tres álbumes número uno en las listas Billboard. Con un tercer número 1 en su país natal, 5 Seconds of Summer se convirtieron en la segunda banda australiana de la historia en conseguir que sus cuatro primeros álbumes de estudio de larga duración debutaran en el número uno de la lista de álbumes ARIA.
"Youngblood" alcanzó su punto máximo en más de 15 listas de fin de año en 2018, fue certificada oficialmente como canción del año 2018 en Australia y ganó el ARIA Award al Song of the Year. La canción se situó en el puesto número siete del The UK's Official Top 40 Biggest Song of the Summer 2018.  En 2019, "Youngblood" alcanzó su punto máximo en más de 10 listas de fin de año y, desde entonces, ha recibido certificaciones oficiales de notable logro de platino y oro en más de 15 países.
Además de aparecer en multitud de listas semanales y de fin de año de varios países y recibir múltiples certificaciones, "Youngblood" impactó en la lista ARIA de fin de década (2010-2019), que clasifica las canciones más populares de la década, en el número treinta y siete. En la lista ARIA Australian decade-end (2010-2019), que clasifica las canciones más populares de la década por artistas australianos, "Youngblood" ocupó el puesto número cuatro. "Youngblood" vendió más de cinco millones de copias ajustadas en los seis primeros meses de su lanzamiento and is the most streamed Australian song of all time on Apple Music.
En junio de 2020, "Youngblood" fue galardonada con un ASCAP Pop Music Award.
A partir de junio de 2020, "Youngblood" ha pasado más de 110 semanas consecutivas (más de 2 años) en el Top 20 de la lista ARIA Australian Singles.

## Lista de Canciones
| Youngblood– Standard edition |                         |                                                                                             |                                 |          |  |
| N.º                          | Título                  | Escritor(es)                                                                                | Productor(es)                   | Duración |  |
| 1.                           | «Youngblood»            | Calum Hood Luke Hemmings Ashton Irwin Louis Bell Andrew Wotman Alexandra Tamposi            | Watt Bell                       | 3:23     |  |
| 2.                           | «Want You Back»         | Hemmings Irwin Jacob Kasher Hindlin Andrew Goldstein Asia Whiteacre Steve McCutcheon        | Andrew Wells Goldstein          | 2:53     |  |
| 3.                           | «Lie to Me»             | Hood                                                                                        | Watt                            | 2:30     |  |
| 4.                           | «Valentine»             | Hemmings Irwin Michael Elizondo Justin Tranter                                              | Mike Elizondo                   | 3:16     |  |
| 5.                           | «Talk Fast»             | Hood Hemmings Michael Clifford Rami Yacoub Carl Falk Tranter                                | Falk Yacoub                     | 3:07     |  |
| 6.                           | «Moving Along»          | Hood Hemmings Irwin Clifford Yacoub Falk Tranter                                            | Falk Yacoub                     | 3:17     |  |
| 7.                           | «If Walls Could Talk»   | Hood Irwin Julia Michaels Nolan Lambroza Tranter                                            | Sir Nolan                       | 3:02     |  |
| 8.                           | «Better Man»            | Hemmings Clifford                                                                           | Watt The Monsters and Strangerz | 3:09     |  |
| 9.                           | «More»                  | Hemmings Irwin Yacoub Falk Wayne Hector Kristoffer Fogelmark Albin Nedler                   | Falk Yacoub Fogelmark           | 3:14     |  |
| 10.                          | «Why Won't You Love Me» | Hemmings Irwin Jake Sinclair Rivers Cuomo                                                   | Sinclair                        | 3:20     |  |
| 11.                          | «Woke Up in Japan»      | Hemmings Irwin Sinclair Nicholas Ruth Kevin Fisher John Theodore Geiger II Janelle Dolrayne | Sinclair                        | 2:37     |  |
| 12.                          | «Empty Wallets»         | Hood Hemmings Irwin Clifford Yacoub Falk Tranter                                            | Falk Yacoub                     | 3:07     |  |
| 13.                          | «Ghost of You»          | Hemmings Irwin Goldstein Daniel Book Mitchell Collins                                       | Goldstein Book                  | 3:17     |  |
| 40:12                        |                         |                                                                                             |                                 |          |  |

| Youngblood – Edición Deluxe Bonus Track |                     |                                     |          |  |
| N.º                                     | Título              | Producer(s)                         | Duración |  |
| 14.                                     | «Monster Among Men» | Falk Yacoub Noah "Mailbox" Passovoy | 3:12     |  |
| 15.                                     | «Meet You There»    | Falk Yacoub Passovoy                | 3:10     |  |
| 16.                                     | «Babylon»           | Goldstein Book                      | 3:33     |  |
| 50:07                                   |                     |                                     |          |  |

| Youngblood – Target Exclusive Bonus Track |                      |             |          |  |
| N.º                                       | Título               | Producer(s) | Duración |  |
| 17.                                       | «When You Walk Away» | Falk Yacoub | 3:05     |  |
| 18.                                       | «Best Friend»        | Elizondo    | 3:03     |  |
| 56:15                                     |                      |             |          |  |

| Youngblood – Japanese bonus tracks |                      |                           |          |  |
| N.º                                | Título               | Producer(s)               | Duración |  |
| 14.                                | «Monster Among Men»  | Falk Yacoub Noah Passovoy | 3:12     |  |
| 15.                                | «Meet You There»     | Falk Yacoub Passovoy      | 3:10     |  |
| 16.                                | «Babylon»            | Goldstein Book            | 3:33     |  |
| 17.                                | «When You Walk Away» | Falk Yacoub               | 3:05     |  |
| 18.                                | «Best Friend»        | Elizondo                  | 3:03     |  |
| 19.                                | «Midnight»           | Elizondo                  | 3:08     |  |
| 59:23                              |                      |                           |          |  |

## Charts

### Weekly charts
| Chart (2018)                        | Peak position |
| ----------------------------------- | ------------- |
| Australia (ARIA)                    | 1             |
| Austria (Ö3 Austria)                | 5             |
| Bélgica (Ultratop flamenca)         | 3             |
| Bélgica (Ultratop valona)           | 14            |
| Canadá (Billboard Canadian Albums)  | 3             |
| República Checa (ČNS IFPI)          | 18            |
| Dinamarca (Hitlisten)               | 7             |
| Países Bajos (Album Top 100)        | 2             |
| Finlandia (Suomen Virallinen Lista) | 8             |
| Francia (SNEP)                      | 46            |
| Alemania (Offizielle Top 100)       | 6             |
| Hungría (MAHASZ)                    | 32            |
| Irlanda (IRMA)                      | 3             |
| Italia (FIMI)                       | 5             |
| Japón (Billboard Japan)             | 58            |
| Japón (Oricon)                      | 37            |
| México (AMPROFON)                   | 3             |
| Nueva Zelanda (Recorded Music NZ)   | 2             |
| Noruega (VG-lista)                  | 6             |
| Polonia (ZPAV)                      | 9             |
| Portugal (AFP)                      | 6             |
| Escocia (Scottish Albums Chart)     | 4             |
| Corea del Sur (Gaon)                | 4             |
| España (PROMUSICAE)                 | 2             |
| Suecia (Sverigetopplistan)          | 15            |
| Suiza (Schweizer Hitparade)         | 8             |
| Taiwán (Five Music)                 | 5             |
| Reino Unido (UK Albums Chart)       | 3             |
| Estados Unidos (Billboard 200)      | 1             |

### Year-end charts
| Chart (2018)                              | Position |
| ----------------------------------------- | -------- |
| Australia (ARIA)                          | 45       |
| Australia Australian Artist Albums (ARIA) | 7        |
| Bélgica (Ultratop Flanders)               | 125      |
| Canadá (Billboard)                        | 48       |
| Dinamarca (Hitlisten)                     | 70       |
| México (AMPROFON)                         | 51       |
| Estados Unidos US Billboard 200           | 72       |

| Chart (2019)                              | Position |
| ----------------------------------------- | -------- |
| Australia Australian Artist Albums (ARIA) | 32       |
| Estados Unidos US Billboard 200           | 138      |